# Williamstown (Virgínia de l'Oest)
Williamstown és una població dels Estats Units a l'estat de Virgínia de l'Oest. Segons el cens del 2000 tenia 2.996 habitants.

## Demografia
Segons el cens del 2000, Williamstown tenia 2.996 habitants, 1.251 habitatges, i 876 famílies. La densitat de població era de 863,3 habitants per km².
Dels 1.251 habitatges en un 31,4% hi vivien nens de menys de 18 anys, en un 57,5% hi vivien parelles casades, en un 9,4% dones solteres, i en un 29,9% no eren unitats familiars. En el 27,2% dels habitatges hi vivien persones soles el 13% de les quals corresponia a persones de 65 anys o més que vivien soles. El nombre mitjà de persones vivint en cada habitatge era de 2,39 i el nombre mitjà de persones que vivien en cada família era de 2,9.
Per edats la població es repartia de la següent manera: un 23,8% tenia menys de 18 anys, un 6,9% entre 18 i 24, un 27,5% entre 25 i 44, un 24,2% de 45 a 60 i un 17,6% 65 anys o més.
L'edat mediana era de 40 anys. Per cada 100 dones de 18 o més anys hi havia 87,7 homes.
La renda mediana per habitatge era de 36.344 $ i la renda mediana per família de 44.189 $. Els homes tenien una renda mediana de 35.806 $ mentre que les dones 24.485 $. La renda per capita de la població era de 18.652 $. Entorn del 7% de les famílies i el 8,3% de la població estaven per davall del llindar de pobresa.

## Poblacions més properes
El següent diagrama mostra les poblacions més properes.